# Pavel Stratil
Pavel Stratil (Olomouc, 17 aprile 1945) è un ex calciatore cecoslovacco, di ruolo attaccante.

## Palmarès

### Club

#### Competizioni nazionali
- Coppa di Cecoslovacchia: 1

Sparta Praga: 1971-1972

#### Competizioni internazionali
- Coppa Intertoto: 2

Teplice: 1970, 1973

### Individuale
- Capocannoniere della Coppa Mitropa: 1

1968-1969 (7 gol)